# 14 март
14 март е 73-тият ден в годината според григорианския календар (74-ти през високосна година). Остават 292 дни до края на годината.

## Събития
- 1492 г. – Испанската кралица Изабела заповядва да бъдат експулсирани 150 000 евреи, в случай че не приемат християнството.
- 1697 г. – Последният свободен град на маите Тайясил е завладян от испанския конкистадор Мартин де Урсуа.
- 1800 г. – Пий VII е избран за римски папа.
- 1897 г. – В България е обнародван Закон за задължително носене на дрехи и обувки местно производство от държавните чиновници.
- 1909 г. – Дадена е амнистия на отклонилите се от военна служба до обявяването на Независимостта на България на 22 септември 1908.
- 1927 г. – В Букурещ е създаден Висш съвет на българите в Добруджа.
- 1949 г. – Създадена е Висша атестационна комисия за присъждане на Научни степени и звания в България.
- 1951 г. – Корейската война: Силите на ООН за втори път завземат Сеул.
- 1958 г. – Асоциацията на звукозаписните компании в САЩ учредява наградата Грами.
- 1978 г. – Израелските отбранителни сили нахлуват и окупират южните части на Ливан в операция Литани.
- 1980 г. – Самолетът при полет 007 на „LOT Полиш Еърлайнс“ се разбива по време на последния заход близо до Варшава, Полша и убива 87 души, включително 14-членен американски боксов отбор.
- 1983 г. – Джон Бон Джоуви, Ричи Самбора и Алек Джон Съч сформират рок групата „Бон Джоуви“.
- 1994 г. – Над град Шефилд (Англия) е регистрирана най-продължителната дъга, която можела да се наблюдава в продължение на шест часа.
- 1995 г. – Космонавтика: Американски астронавт за първи път лети на руски космически кораб, до орбитална станция Мир.
- 1998 г. – На турнир в Калифорния английският тенисист Грег Руседски поставя световен рекорд за скорост на топката при подаване (240 км/ч).
- 2000 г. – Стивън Кинг става първият писател, публикувал свое произведение в интернет.
- 2001 г. – Завършва официалното преброяване на населението в България.
- 2004 г. – Владимир Путин е преизбран за президент на Русия.
- 2005 г. – Един милион ливанци излизат по улиците на Бейрут, за да демонстрират против военното присъствие на Сирия в Ливан и против правителството, сформирано след покушението над министър-председателя Рафик Харири.

## Родени
- 1681 г. – Георг Филип Телеман, германски композитор († 1767 г.)
- 1767 г. – Питър Юарт, шотландски инженер († 1842 г.)
- 1804 г. – Йохан Щраус, австрийски композитор († 1849 г.)
- 1820 г. – Виктор Емануил II, крал на Италия († 1878 г.)
- 1835 г. – Джовани Вирджинио Скиапарели, италиански астроном († 1910 г.)
- 1848 г. – Младен Павлов, български революционер († 1935 г.)
- 1853 г. – Фердинанд Ходлер, швейцарски художник († 1918 г.)
- 1854 г. – Пол Ерлих, немски химик и лекар, Нобелов лауреат през 1908 († 1915 г.)
- 1876 г. – Тръпко Василев, български художник и галерист († 1970 г.)
- 1879 г. – Алберт Айнщайн, германски физик, Нобелов лауреат през 1921 († 1955 г.)
- 1881 г. – Елена Снежина, българска драматична актриса († 1944 г.)
- 1902 г. – Щерьо Атанасов, български политически и военен деец (генерал) († 1967 г.)
- 1903 г. – Ото Фридрих Болнов, германски философ († 1991 г.)
- 1905 г. – Реймон Арон, френски социолог († 1983 г.)
- 1907 г. – Христо Обрешков, български цигулар († 1944 г.)
- 1908 г. – Морис Мерло Понти, френски философ († 1961 г.)
- 1909 г. – Андре Пиеир дьо Мандиарг, френски писател († 1991 г.)
- 1918 г. – Георги Димов, български филолог († 1994 г.)
- 1930 г. – Петър Алипиев, български поет († 1999 г.)
- 1930 г. – Стефан Попов (Замората), български плувец († 2004 г.)
- 1933 г. – Майкъл Кейн, британски актьор
- 1934 г. – Юджийн Сърнън, американски астронавт († 2017 г.)
- 1935 г. – Иван Сотиров, български футболист
- 1937 г. – Надка Караджова, българска народна певица († 2011 г.)
- 1939 г. – Ив Буасе, френски режисьор
- 1940 г. – Красимира Казанджиева, българска актриса
- 1940 г. – Петър Берон, български учен и политик
- 1948 г. – Били Кристъл, американски актьор
- 1955 г. – Валери Симеонов, български предприемач
- 1958 г. – Албер II, принц на Монако
- 1968 г. – Джеймс Фрейн, английски актьор
- 1973 г. – Предраг Пажин, сръбско- български футболист
- 1974 г. – Грейс Парк, американска актриса
- 1975 г. – Йохан Паулик, словашки актьор
- 1976 г. – Георги Петков, български футболист
- 1979 г. – Никола Анелка, френски футболист
- 1983 г. – Жозе Емилио Фуртадо, португалски футболист
- 1985 г. – Ева Анджелина, американска порнографска актриса
- 1988 г. – Саша Грей, бивша американска порнографска актриса

## Починали
- 1457 г. – Хингтаи, император на Китай (* 1428 г.)
- 1682 г. – Якоб ван Ройсдал, холандски художник (* 1628 г.)
- 1803 г. – Фридрих Готлиб Клопщок, немски поет и драматург (* 1724 г.)
- 1883 г. – Карл Маркс, германски философ и идеолог (* 1818 г.)
- 1918 г. – Цезар Кюи, руски композитор (* 1835 г.)
- 1944 г. – Петър Найчев, български комунист (* 1898 г.)
- 1951 г. – Липо Херцка, унгарски футболист (* 1904 г.)
- 1959 г. – Власи Власковски, български политик (* 1883 г.)
- 1959 г. – Недялка Симеонова, българска цигуларка (* 1901 г.)
- 1965 г. – Германос Лямадис, гръцки духовник (* 1884 г.)
- 1968 г. – Ервин Панофски, германо-американски културолог и есеист (* 1892 г.)
- 1968 г. – Йозеф Харп, немски генерал (* 1892 г.)
- 1969 г. – Николай Фол, български писател и режисьор (* 1898 г.)
- 1970 г. – Фриц Перлс, германски психиатър и психоаналитик (* 1893 г.)
- 1980 г. – Анна Янтар, полска поп певица (* 1950 г.)
- 1975 г. – Сюзън Хейуърд, американска актриса (* 1917 г.)
- 1983 г. – Морис Роне, френски режисьор и актьор (* 1927 г.)
- 1993 г. – Петър Чернев, български актьор (* 1934 г.)
- 1995 г. – Уилям Алфред Фаулър, американски физик, Нобелов лауреат през 1983 (* 1911 г.)
- 1997 г. – Юрек Бекер, немски писател (* 1937 г.)
- 1997 г. – Фред Зинеман, американски режисьор от австрийски произход (* 1907 г.)
- 2000 г. – Ханс Карл Артман, австрийски писател (* 1921 г.)
- 2018 г. – Стивън Хокинг, английски астрофизик (* 1942 г.)

## Празници
- Световен ден на числото "пи".
- Световен ден на съня – отбелязва се от 2002 г.
- Римокатолическа църква – Св. Матилда
- Денят Пи, виж също 22 юли
- Албания – Първа пролет
- Андора – Ден на Конституцията – 1993
- Естония – Ден на естонския език
- Сейнт Винсент и Гренадини – Ден на националните герои
- Япония, Южна Корея и Тайван – Бял ден (отбелязва се от 1978 г., един месец след Св. Валентин)